# Martina Navratilova
Martina Navratilova (tschechisch Navrátilová; * 18. Oktober 1956 als Martina Šubertová in Prag, Tschechoslowakei) ist eine ehemalige Tennisspielerin. Sie nahm 1981 mit dem Abschluss ihres Asylverfahrens in den Vereinigten Staaten die US-Staatsbürgerschaft an. Seit Januar 2008 ist sie zudem tschechische Staatsbürgerin. Navratilova zählt zu den erfolgreichsten Tennisspielerinnen aller Zeiten.

## Erfolge
Navratilova gewann in ihrer Karriere unter anderem 167 WTA-Turniere im Einzel und 177 Titel im Doppel. Beides sind Rekordwerte für Damen und Herren. Mit insgesamt 18 Einzeltiteln bei Grand-Slam-Turnieren wurde sie nur von Margaret Smith Court (24), Serena Williams (23), Steffi Graf (22) und Helen Wills Moody (19) übertroffen. Navratilova gewann neun Einzeltitel in Wimbledon (Rekord) und siegte zwischen 1982 und 1987 sechsmal in Folge (Rekord). Sie hält zusammen mit Billie Jean King auch die Bestmarke für die Gesamtzahl an Siegen in Einzel-, Doppel- und Mixed-Konkurrenzen (20). Sie siegte außerdem viermal bei den US Open (1983, 1984, 1986 und 1987), zweimal bei den French Open (1982 und 1984) und dreimal bei den Australian Open (1981, 1983 und 1985). Navratilova gewann im Einzel sechs aufeinander folgende Grand-Slam-Turniere (Rekord) und zusammen mit ihrer Partnerin Pam Shriver den Grand Slam im Doppel. In der Addition aller Einzel-, Doppel- und Mixed-Erfolge bei allen vier Grand-Slam-Turnieren kommt Navratilova auf insgesamt 59 Siege, in dieser Wertung wurde sie nur von der Australierin Margaret Smith Court übertroffen. Navratilova zählte nahezu 20 Jahre zu den ersten fünf Tennisspielerinnen der Weltrangliste. Nach einem Comeback im Jahr 2000 bei Doppel- und Mixed-Konkurrenzen beendete sie ihre Karriere 2006 mit einem letzten Mixed-Titel bei den US Open.

## Karriere

### 1956–1971: Anfänge in der Tschechoslowakei
1956 als Martina Šubertová in Prag in der damaligen Tschechoslowakei geboren, erlebte sie im Alter von drei Jahren die Scheidung ihrer Eltern. 1962 heiratete ihre Mutter Jana den Tennistrainer Miroslav Navrátil und zog mit der Tochter nach Řevnice. Diese hieß nun fortan Martina Navratilova. Navratilovas Großmutter Agnes Semanská war bereits vor 1945 erfolgreiche Tennisspielerin. Über den Stiefvater, der auch ihr erster Trainer wurde, kam Navratilova erstmals mit dem Tennissport in Berührung. Stiefvater Miroslav drängte darauf nicht abwartend, sondern aggressiv zu spielen und so oft wie möglich ans Netz vorzurücken. 1964 spielte Navratilova ihr erstes Turnier und erreichte gleich das Halbfinale, es folgten zahlreiche Siege bei den Juniorinnen. In Prag sah sie als Zuschauerin den zweifachen Grand-Slam-Gewinner Rod Laver. Navratilova fasste den Entschluss, Tennisprofi zu werden.

### 1972–1976: Erste Erfolge und Emigration
Mit 15 Jahren wurde Navratilova erstmals tschechoslowakische Meisterin; diesen Erfolg konnte sie in den kommenden beiden Jahren wiederholen. 1973 übernahm sie den ersten Platz der nationalen Rangliste. Im selben Jahr erreichte sie das Finale des Juniorenturniers in Wimbledon. Navratilova wurde Profispielerin. Im gleichen Jahr besuchte sie erstmals die USA; dort traf sie im Herbst 1973 bei einem WTA-Turnier zum ersten Mal auf die US-amerikanische Weltranglistenerste Chris Evert. Navratilova war chancenlos. Das Zusammentreffen bildete jedoch den Auftakt für eine der beeindruckendsten Rivalitäten in der Geschichte des Sports.
In den darauffolgenden Jahren hatte Navratilova Heimweh und empfand Einsamkeit – das Resultat waren Gewichtsprobleme. Der Sportjournalist Bud Collins bezeichnete Navratilova in dieser Zeit despektierlich als „The Great Wide Hope“ des Damentennis. Das Jahr 1975 brachte ihr den Durchbruch bei Grand-Slam-Turnieren; sie erreichte das Einzelfinale der Australian Open und der French Open, unterlag jedoch Evonne Goolagong und Chris Evert. An Everts Seite gewann Navratilova das Doppelfinale der French Open und damit den ersten von insgesamt 31 Grand-Slam-Doppeltiteln. Evert war die dominierende Spielerin der mittleren und späten 1970er Jahre. Die beiden Spielerinnen trafen dann insgesamt 80-mal aufeinander und ihr Kampf um die Krone des Damentennis sollte die nächsten 15 Jahre prägen.
Im Halbfinale der US Open unterlag Navratilova erneut der Weltranglistenersten Evert. Sie beantragte auf dem Höhepunkt des Kalten Krieges politisches Asyl in den Vereinigten Staaten und erhielt eine Green Card.
1976 errang Navratilova an der Seite von Chris Evert erstmals die Doppelkrone in Wimbledon.

### 1978–1980: Jahre der Orientierung und erste Einzeltitel bei Grand-Slam-Turnieren
Navratilova gelang 1978 der erste Einzeltitel in Wimbledon. Im Finale bezwang sie die Weltranglistenerste, ihre Doppelpartnerin Chris Evert, in drei Sätzen. Damit gewann sie ihren ersten von insgesamt 18 Einzeltiteln bei Grand-Slam-Turnieren und übernahm auch erstmals kurzzeitig Platz 1 der Tennisweltrangliste. 1979 konnte sie den Triumph gegen Evert in Wimbledon wiederholen.

### 1980–1981: Der Wandel zur professionellen Athletin

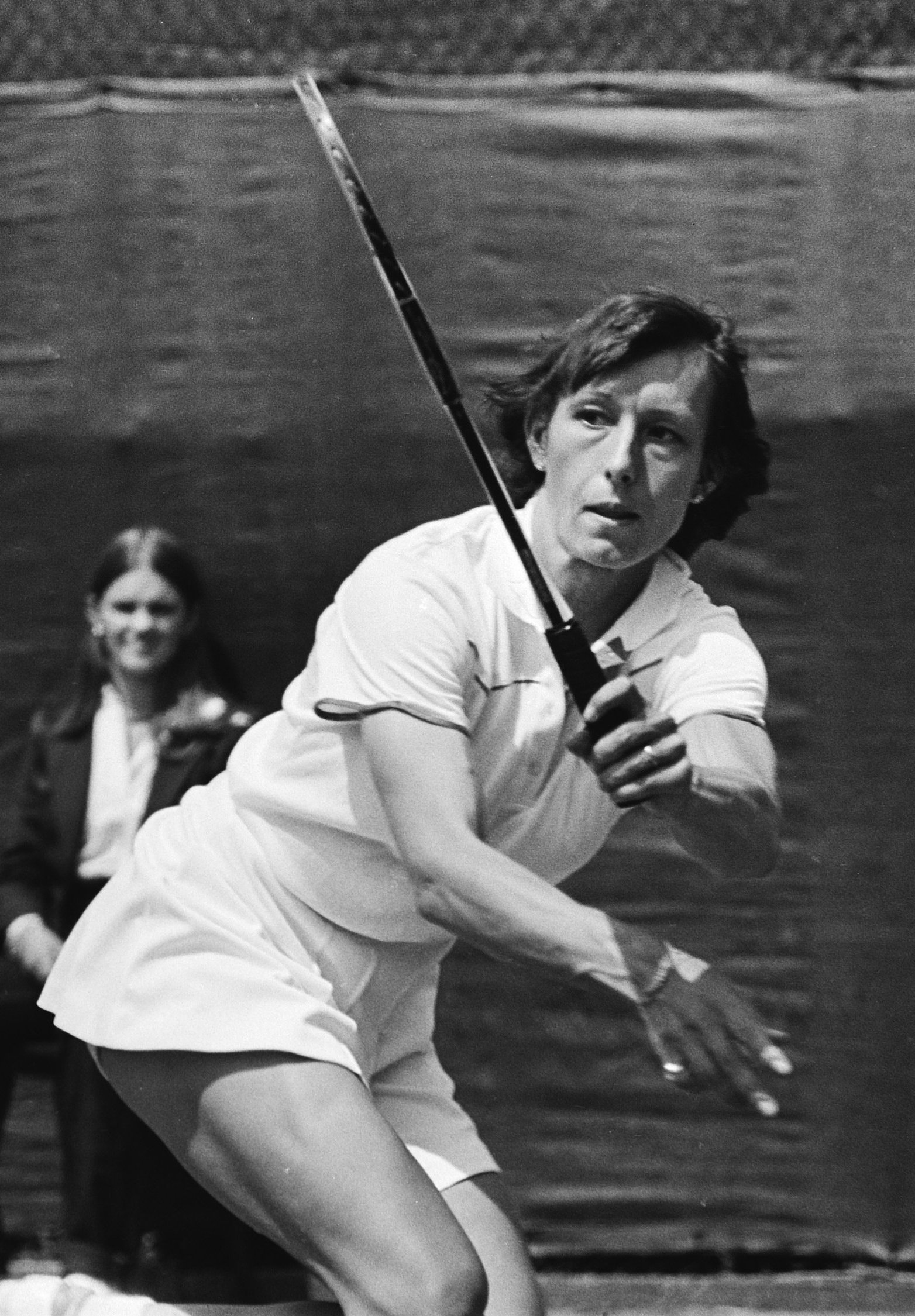
Navratilova (1980)

1980 blieb Navratilova bei den großen Tennisturnieren erfolglos. In dem Jahr hatte sie ihr Coming-out als Lesbe, nachdem Gerüchte über eine Affäre mit der Bestsellerautorin Rita Mae Brown in der Boulevardpresse die Runde gemacht hatten. Im Jahr darauf wurde die 25-jährige Navratilova nach einer Wartezeit von fünf Jahren US-Staatsbürgerin. Zuvor war 1978 ein Antrag auf Einbürgerung in den USA abgelehnt worden, Navratilova war deshalb zeitweise staatenlos. Im Finale der Australian Open sicherte sie sich ihren dritten Grand-Slam-Einzeltitel. Sie erreichte erstmals das Endspiel der US Open, das sie gegen Tracy Austin im Tiebreak des dritten Satzes verlor. Navratilova war die erste Spielerin, die neben dem Training auf dem Platz die immense Bedeutung der athletischen Grundlagen erkannte, also wie wichtig Fitness-, Kraft-, Beweglichkeits- sowie Lauf- und Sprinttraining sind. Zur Verbesserung ihrer Fitness verpflichtete sie ihre Partnerin, den US-amerikanischen Basketball-Star Nancy Lieberman. Der Ernährungsexperte Robert Haas erstellte einen auf die Erfordernisse im Tennis abgestimmten Ernährungsplan. Sie verpflichtete auch Renée Richards als professionelle Trainerin, die rund um die Uhr zur Verfügung stand. Diese Gruppe von Spezialisten wurde als Team Navrátilová bekannt.

### 1982–1987: Phase der Dominanz und Dauerduell mit Chris Evert
Im Dezember 1981 begann eine Phase, in der Navratilova das Welttennis dominierte und die vor allem von dem Duell mit ihrer Landsfrau Chris Evert geprägt war. Beide standen sich zwischen 1982 und 1987 zehnmal im Finale eines Grand-Slam-Turniers gegenüber, wobei Navratilova siebenmal gewann. Bis zu Everts Rücktritt 1989 trafen beide 80-mal aufeinander (43:37 für Navratilova). In 61 Monaten gewann Navratilova insgesamt 71 Turniere, 12 von 15 Major-Titeln, davon sechs in Folge. Ihr gelangen 432 Siege bei 446 gespielten Partien – eine Siegquote von 96,9 Prozent.
Nach dem Wimbledon-Sieg 1983 trennte Navratilova sich von Renée Richards und verpflichtete Mike Estep als ihren neuen Coach. Sie gewann 15 WTA-Turniere im Einzel und 14 im Doppel. Sie holte erstmals den Titel bei den French Open, erneut in Wimbledon und im Dezember bei den Australian Open. Unterlegene Gegnerin in beiden Endspielen war Chris Evert, die von Navratilova auf Platz zwei der Weltrangliste verdrängt wurde.
Nach ihrer Achtelfinalniederlage bei den French Open siegte Navratilova in Wimbledon, New York und Melbourne (damals noch im Dezember ausgetragen). Sie gewann insgesamt 15 Turniere im Einzel und 13 im Doppel. Mit dem Titelgewinn bei den French Open in Paris vollendete sie als erste Spielerin der Tennisgeschichte einen „irregulären“ Grand Slam. Zwischen 1982 und 1983 gewann sie alle vier Titel in Folge – allerdings nicht innerhalb eines Kalenderjahres. Im Anschluss gewann sie erneut in Wimbledon und verteidigte ihren Titel in New York. Der Erfolg bei den US Open 1984 war ihr sechster Grand-Slam-Triumph in Folge (ein weiterer Rekord). Mit der Halbfinalniederlage gegen Helena Suková bei den Australian Open desselben Jahres endete nach 74 Einzelsiegen in Folge die längste je im Tennis erzielte Siegesserie. Navratilova verpasste die Chance, alle vier Grand-Slam-Turniere innerhalb eines Kalenderjahres zu gewinnen (Grand Slam). Mit einer Jahresbilanz 1983 von 86 Siegen bei nur einer Niederlage markierte sie dennoch einen bis heute bestehenden Rekord (Damen und Herren).
Zwischen 1982 und 1984 verlor sie nur sechs Einzel. Mit ihrer Doppelpartnerin Pam Shriver gelang ihr der Grand Slam im Doppel, zwischen 1983 und 1985 feierten sie 109 Siege. Navratilova war über drei Jahre lang Weltranglistenerste in der Doppelkonkurrenz.
| Jahr                                                 | Tennisspieler(in)                             | Wettbewerb     |
| ---------------------------------------------------- | --------------------------------------------- | -------------- |
| 1938                                                 | Don Budge                                     | Herreneinzel   |
| 1951                                                 | Ken McGregor Frank Sedgman                    | Herrendoppel   |
| 1953                                                 | Maureen Connolly                              | Dameneinzel    |
| 1960                                                 | Maria Bueno mit verschiedenen Partnerinnen    | Damendoppel    |
| 1962                                                 | Rod Laver                                     | Herreneinzel   |
| 1963                                                 | Margaret Smith Ken Fletcher                   | Mixed          |
| 1965                                                 | Margaret Smith mit verschiedenen Partnern     | Mixed          |
| 1967                                                 | Owen Davidson mit verschiedenen Partnerinnen  | Mixed          |
| 1969                                                 | Rod Laver                                     | Herreneinzel   |
| 1970                                                 | Margaret Court                                | Dameneinzel    |
| 1983                                                 | Stefan Edberg                                 | Junioreneinzel |
| 1984                                                 | Martina Navratilova Pam Shriver               | Damendoppel    |
| 1988                                                 | Steffi Graf                                   | Dameneinzel    |
| 1998                                                 | Martina Hingis mit verschiedenen Partnerinnen | Damendoppel    |
|  mit verschiedenen Partnern  Golden Slam fett Einzel |                                               |                |

Zwischen 1985 und 1987 erreichte Navratilova die Endspiele aller elf Grand-Slam-Turniere, an denen sie teilnahm, und sie gewann sechs davon.

### 1987–1989: Verlust der Weltranglistenführung an Steffi Graf
Zwischen 1982 und 1987 führte Navratilova insgesamt 331 Wochen und 156 Wochen lang ununterbrochen die Weltrangliste der Damen an. 1985 konnte die 16-jährige Steffi Graf zwar noch keines der Duelle gegen sie gewinnen, sie stieß aber zum Jahresende auf Platz 6 der Weltrangliste vor. Auf Nachfragen wurde Navratilova nicht müde zu betonen, dass in ihr ihre Nachfolgerin zu bewundern sei. Im Mai 1986 schließlich besiegte Graf Navratilova im Endspiel der German Open von Berlin. Auch im Finale der French Open unterlegen, gelang es Navratilova im selben Jahr, ihre Gegnerin auf den schnelleren Böden von Wimbledon und New York noch in Schach zu halten. Doch es wurde immer deutlicher, dass die athletische Deutsche mit ihrem schnellen Grundlinienspiel, ihrer Vorhand und ihrem immensen Siegeswillen die Mittel besaß, um Navratilovas Vormachtstellung zu beenden. Bei den US Open konnte Navratilova als dritte Person der Tennisgeschichte Einzel, Doppel und Mixed bei einem Grand-Slam-Turnier für sich entscheiden.
1989 standen sich die beiden zum letzten Mal als Nummer 1 und Nummer 2 in Grand-Slam-Endspielen gegenüber. Graf gewann in Wimbledon und bei den US Open jeweils in drei Sätzen.

### 1990–1994: Rekorde für die Ewigkeit und Rücktritt
Im Jahr 1990 strauchelte Titelverteidigerin Graf im Wimbledon-Halbfinale. Navratilova schlug im Finale Zina Garrison mit 6:4 und 6:1 und wurde mit neun Siegen alleinige Rekordhalterin beim bedeutendsten Tennisturnier der Welt. Es blieb ihr letzter Einzeltitel, zweimal konnte sie noch in ein großes Endspiel einziehen.
1991 erschien Navratilovas Autobiografie mit dem Titel So bin ich, in der sie offensiv zu ihrer Homosexualität Stellung nahm.
Bei den US Open unterlag sie der neuen Weltranglistenersten Monica Seles. 1992 übertraf sie mit ihrem 158. Einzelsieg bei einem Grand-Prix-Turnier die Bestmarke ihrer alten Rivalin Chris Evert. Im Endspiel der Paris Indoor Championships besiegte sie mit 36 Jahren die Weltranglistenerste Monica Seles. Navratilova ist die einzige Spielerin, der ein solcher Erfolg in diesem Alter gelang. 1994 erreichte die 37-Jährige noch einmal das Endspiel in England, wo sie sich der Spanierin Conchita Martínez geschlagen geben musste. Noch 1994 gab Martina Navratilova ihren Rücktritt von der Profitour bekannt. Im Jahr 2000 wurde sie in die International Tennis Hall of Fame aufgenommen.

### 2000–2006: Spätes Comeback und neue Rekorde

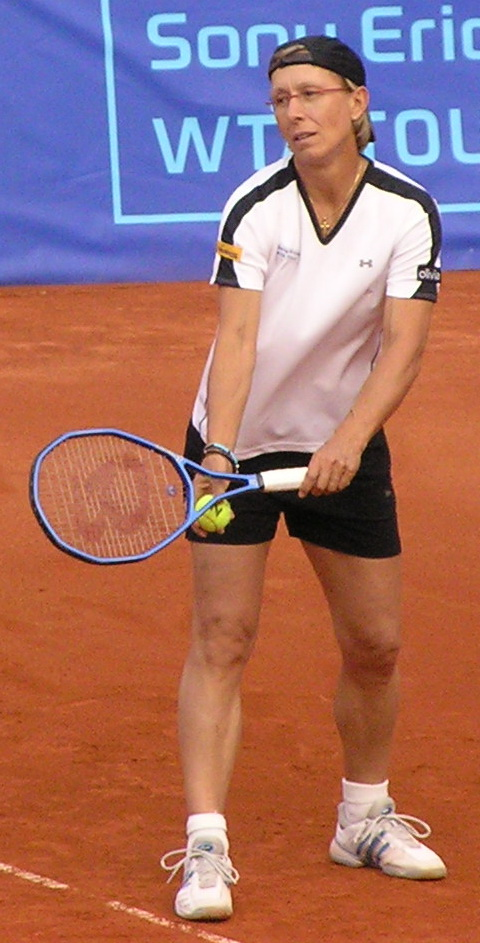
Navratilova 2006 beim WTA-Turnier in Prag

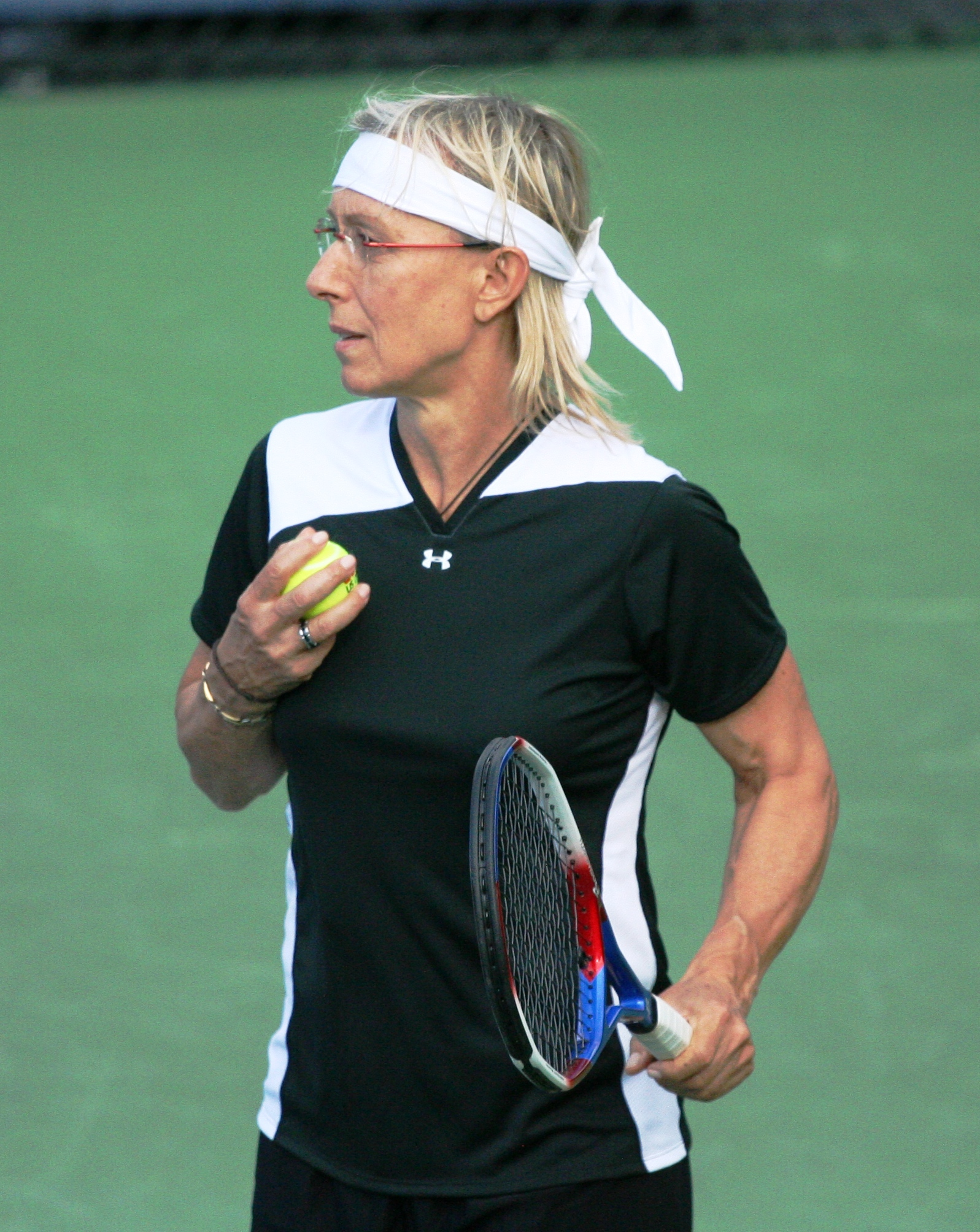
Navratilova 2010 bei den US Open

Sechs Jahre nach ihrem ersten Rücktritt entschloss sich Navratilova 2000 zu einem Comeback im Doppel und im Mixed.
2002 gewann sie das WTA-Turnier in Madrid zusammen mit Natalja Zwerewa und brach damit den Rekord von Billie Jean King als älteste Siegerin eines WTA-Turniers. Beim WTA-Turnier in Eastbourne startete die 45-jährige Navratilova 2002 auch im Einzel. Dabei besiegte sie die um fast 20 Jahre jüngere und an Nummer 22 der Weltrangliste geführte Tatjana Panowa in einem 96 Minuten dauernden Dreisatzmatch. Diesen Auftritt deutete Navratilova indes nicht als Comeback im Einzel, sondern als Einlösung einer verlorenen Wette mit ihrer Trainerin Giselle Tirado. Anschließend musste sie sich in drei Sätzen Daniela Hantuchová geschlagen geben.
2003 gewann sie mit ihren Siegen im Mixed mit Leander Paes bei den Australian Open und in Wimbledon als älteste Spielerin überhaupt ein Grand-Slam-Turnier. Mit dem erstmaligen Gewinn der Australian Open im Mixed war Navratilova erst die dritte Spielerin (Frauen und Männer), die Titel in Einzel, Doppel und Mixed bei allen vier Grand-Slam-Turnieren gewonnen hat. Für den Gewinn dieses „Super Slams“ wurde die 46-Jährige beim Turnier in Amelia Island (Florida) von der WTA ausgezeichnet. Ihr Mixed-Erfolg in Wimbledon brachte ihr zudem die Einstellung von Billie Jean Kings Rekord, die wie Navratilova auf insgesamt 20 Titel bei sämtlichen Wettbewerben kommt. Mit nun 58 Grand-Slam-Titeln insgesamt ist sie in dieser Wertung die zweiterfolgreichste Spielerin aller Zeiten hinter Margaret Smith Court (64).
Mit ihrem Auftritt beim Fed Cup war Navratilova 2004 die älteste Spielerin, die jemals in diesem Wettkampf angetreten ist. Im Mai gewann sie in Wien an der Seite von Lisa Raymond ihren 171. Doppeltitel. Mit ebendieser Partnerin erreichte sie auch das Halbfinale der French Open. Mit ihrem Erstrundensieg gegen Catalina Castaño in Wimbledon (sie fegte die Kolumbianerin mit 6:0, 6:1 vom Platz) gelang ihr ein weiterer Rekord; im Alter von 47 Jahren und acht Monaten ist sie die älteste siegreiche Spielerin im Einzel. In der zweiten Runde unterlag sie nach gewonnenem ersten Satz Gisela Dulko. Im Doppel erreichte sie dasselbe Ergebnis wie schon in Paris. Die erneute Teilnahme an der Fed-Cup-Begegnung gegen Österreich (die USA verloren das Match) bescherte ihr an der Seite von Jill Craybas ihre erste Niederlage bei einem Fed-Cup-Spiel nach 38 Siegen in Folge. Bei den Olympischen Spielen 2004 in Athen erreichte sie zusammen mit Doppelpartnerin Lisa Raymond das Viertelfinale.
Eigentlich wollte Navratilova ihre Karriere mit Olympia beenden, doch auch 2005 trat sie in der Doppel- und Mixed-Konkurrenz an. Bei den Australian Open kam sie mit Daniela Hantuchová bis ins Viertelfinale, wo sie gegen die späteren Siegerinnen Alicia Molik und Swetlana Kusnezowa verloren. Im Mixed erreichte sie zusammen mit Maks Mirny das Halbfinale. Bei den French Open wurde sie mit Leander Paes erst im Finale gestoppt. In Wimbledon und bei den US Open erreichte sie zusammen mit Anna-Lena Grönefeld, mit der sie in Toronto ihren 172. Doppeltitel gewann, das Halbfinale.
Nach einem Auftritt in ihrer alten Heimat Prag gewann Navratilova im Mai 2006 in Straßburg an der Seite von Liezel Huber ihren 173. Doppeltitel im Endspiel gegen Martina Müller und Andreea Vanc. Bereits im Vorfeld hatte Navratilova erklärt, sie würde nach den US Open ihre aktive Laufbahn beenden. Nachdem sie im Doppel an der Seite von Nadja Petrowa im Viertelfinale ausgeschieden war, nutzte sie im Mixed-Finale die Chance, in ihrem letzten Match einen allerletzten Grand-Slam-Titel zu gewinnen. An der Seite von Bob Bryan besiegte sie Květa Peschke und Martin Damm. Mit ihrem 59. Grand-Slam-Titel beendete sie ihre Laufbahn auf dem zweiten Platz in dieser Wertung hinter Margaret Smith Court (insgesamt 64 Grand-Slam-Titel).

### Tätigkeiten nach Ende der aktiven Karriere
2008 nahm sie an der achten Staffel der britischen Fernsehshow I’m a Celebrity … Get Me Out of Here! teil und erreichte den zweiten Platz.
Am 9. Dezember 2014 verkündete sie via Twitter ein neuerliches Comeback – diesmal allerdings als Trainerin. Sie übernahm einen Posten im Betreuerstab von Agnieszka Radwańska. Im April 2015 beendeten sie ihre Zusammenarbeit.

## Grand-Slam-Bilanz

### Siege bei Grand-Slam-Turnieren im Einzel (18)
| Rang                      | Tennisspielerin       | Titel |
| ------------------------- | --------------------- | ----- |
| 1.                        | Margaret Court        | 24    |
| 2.                        | Serena Williams       | 23    |
| 3.                        | Steffi Graf           | 22    |
| 4.                        | Helen Wills Moody     | 19    |
| 5.                        | Chris Evert           | 18    |
| 5.                        | / Martina Navratilova | 18    |
| 7.                        | Suzanne Lenglen       | 12    |
| 7.                        | Billie Jean King      | 12    |
| Stand: 11. September 2022 |                       |       |

- Australian Open (3): 1981, 1983, 1985
- French Open (2): 1982, 1984
- Wimbledon (9): 1978, 1979, 1982–1987, 1990
- US Open (4): 1983, 1984, 1986, 1987

| Jahr | Turnier         | Finalgegnerin   | Ergebnis      |
| ---- | --------------- | --------------- | ------------- |
| 1978 | Wimbledon       | Chris Evert     | 2:6, 6:4, 7:5 |
| 1979 | Wimbledon       | Chris Evert     | 6:4, 6:4      |
| 1981 | Australian Open | Chris Evert     | 6:7, 6:4, 7:5 |
| 1982 | French Open     | Andrea Jaeger   | 7:6, 6:1      |
| 1982 | Wimbledon       | Chris Evert     | 6:1, 3:6, 6:2 |
| 1983 | Wimbledon       | Andrea Jaeger   | 6:0, 6:3      |
| 1983 | US Open         | Chris Evert     | 6:1, 6:3      |
| 1983 | Australian Open | Kathy Jordan    | 6:2, 7:6      |
| 1984 | French Open     | Chris Evert     | 6:3, 6:1      |
| 1984 | Wimbledon       | Chris Evert     | 7:6, 6:2      |
| 1984 | US Open         | Chris Evert     | 4:6, 6:4, 6:4 |
| 1985 | Wimbledon       | Chris Evert     | 4:6, 6:3, 6:2 |
| 1985 | Australian Open | Chris Evert     | 6:2, 4:6, 6:2 |
| 1986 | Wimbledon       | Hana Mandliková | 7:6, 6:3      |
| 1986 | US Open         | Helena Suková   | 6:3, 6:1      |
| 1987 | Wimbledon       | Steffi Graf     | 7:5, 6:3      |
| 1987 | US Open         | Steffi Graf     | 7:6, 6:1      |
| 1990 | Wimbledon       | Zina Garrison   | 6:4, 6:1      |

### Finalteilnahmen bei Grand-Slam-Turnieren im Einzel (14)
| Jahr | Turnier         | Finalgegnerin     | Ergebnis      |
| ---- | --------------- | ----------------- | ------------- |
| 1975 | Australian Open | Evonne Goolagong  | 3:6, 2:6      |
| 1975 | French Open     | Chris Evert       | 6:2, 2:6, 1:6 |
| 1981 | US Open         | Tracy Austin      | 6:1, 6:7, 6:7 |
| 1982 | Australian Open | Chris Evert       | 3:6, 6:2, 3:6 |
| 1985 | French Open     | Chris Evert       | 3:6, 7:6, 5:7 |
| 1985 | US Open         | Hana Mandliková   | 6:7, 6:1, 6:7 |
| 1986 | French Open     | Chris Evert       | 6:2, 3:6, 3:6 |
| 1987 | Australian Open | Hana Mandliková   | 5:7, 6:7      |
| 1987 | French Open     | Steffi Graf       | 4:6, 6:4, 6:8 |
| 1988 | Wimbledon       | Steffi Graf       | 7:5, 2:6, 1:6 |
| 1989 | Wimbledon       | Steffi Graf       | 2:6, 7:6, 1:6 |
| 1989 | US Open         | Steffi Graf       | 6:3, 5:7, 1:6 |
| 1991 | US Open         | Monica Seles      | 6:7, 1:6      |
| 1994 | Wimbledon       | Conchita Martínez | 4:6, 6:3, 3:6 |

## Abschneiden bei Grand-Slam-Turnieren

### Einzel
| Turnier         | 1973 | 1974 | 1975 | 1976 | 1977 | 1978 | 1979 | 1980 | 1981 | 1982 | 1983 | 1984 | 1985 | 1986  | 1987 | 1988 | 1989 | 1990 | 1991 | 1992 | 1993 | 1994 | … | 2004 | Titel |
| --------------- | ---- | ---- | ---- | ---- | ---- | ---- | ---- | ---- | ---- | ---- | ---- | ---- | ---- | ----- | ---- | ---- | ---- | ---- | ---- | ---- | ---- | ---- | - | ---- | ----- |
| Australian Open | —    | —    | F    | —    | —    | —    | —    | HF   | S    | F    | S    | HF   | S    | n. a. | F    | HF   | VF   | —    | —    | —    | —    | —    | — | —    | 3     |
| French Open     | VF   | VF   | F    | —    | —    | —    | —    | —    | VF   | S    | AF   | S    | F    | F     | F    | AF   | —    | —    | —    | —    | —    | 1    | — | 1    | 2     |
| Wimbledon       | 3    | 1    | VF   | HF   | VF   | S    | S    | HF   | HF   | S    | S    | S    | S    | S     | S    | F    | F    | S    | VF   | HF   | HF   | F    | — | 2    | 9     |
| US Open         | 1    | AF   | HF   | 1    | HF   | HF   | HF   | AF   | F    | VF   | S    | S    | F    | S     | S    | VF   | F    | AF   | F    | 2    | AF   | —    | — | —    | 4     |

Zeichenerklärung: S = Turniersieg; F, HF, VF, AF = Einzug ins Finale / Halbfinale / Viertelfinale / Achtelfinale; 1, 2, 3 = Ausscheiden in der 1. / 2. / 3. Hauptrunde; Q1, Q2, Q3 = Ausscheiden in der 1. / 2. / 3. Runde der Qualifikation; n. a. = nicht ausgetragen

### Doppel
| Turnier         | 1973 | 1974 | 1975 | 1976 | 1977 | 1978 | 1979 | 1980 | 1981 | 1982 | 1983 | 1984 | 1985 | 1986  | 1987 | 1988 | 1989 | 1990 | 1991 | 1992 | 1993 | 1994 | 1995 | … | 2000 | 2001 | 2002 | 2003 | 2004 | 2005 | 2006 | Titel |
| --------------- | ---- | ---- | ---- | ---- | ---- | ---- | ---- | ---- | ---- | ---- | ---- | ---- | ---- | ----- | ---- | ---- | ---- | ---- | ---- | ---- | ---- | ---- | ---- | - | ---- | ---- | ---- | ---- | ---- | ---- | ---- | ----- |
| Australian Open | —    | —    | 1    | —    | —    | —    | —    | S    | F    | S    | S    | S    | S    | n. a. | S    | S    | S    | —    | —    | —    | —    | —    | —    | — | —    | —    | —    | AF   | 2    | VF   | —    | 8     |
| French Open     | VF   | HF   | S    | —    | —    | —    | —    | —    | HF   | S    | —    | S    | S    | S     | S    | S    | —    | —    | —    | —    | —    | AF   | —    | — | AF   | 1    | 1    | AF   | HF   | 1    | 2    | 7     |
| Wimbledon       | 1    | 1    | VF   | S    | F    | VF   | S    | HF   | S    | S    | S    | S    | F    | S     | VF   | AF   | HF   | VF   | HF   | HF   | —    | HF   | —    | — | VF   | VF   | 2    | VF   | HF   | HF   | VF   | 7     |
| US Open         | 1    | VF   | HF   | —    | S    | S    | F    | S    | HF   | HF   | S    | S    | F    | S     | S    | HF   | S    | S    | AF   | HF   | —    | —    | 2    | — | AF   | VF   | AF   | F    | VF   | HF   | VF   | 9     |

### Mixed
| Turnier         | 1973              | 1974              | 1975              | 1976              | 1977              | 1978              | 1979              | …                 | 1984              | 1985              | 1986              | 1987 | 1988 | … | 1993 | 1994 | 1995 | 1996 | … | 2000 | 2001 | 2002 | 2003 | 2004 | 2005 | 2006 | Titel |
| --------------- | ----------------- | ----------------- | ----------------- | ----------------- | ----------------- | ----------------- | ----------------- | ----------------- | ----------------- | ----------------- | ----------------- | ---- | ---- | - | ---- | ---- | ---- | ---- | - | ---- | ---- | ---- | ---- | ---- | ---- | ---- | ----- |
| Australian Open | nicht ausgetragen | nicht ausgetragen | nicht ausgetragen | nicht ausgetragen | nicht ausgetragen | nicht ausgetragen | nicht ausgetragen | nicht ausgetragen | nicht ausgetragen | nicht ausgetragen | nicht ausgetragen | HF   | F    | — | —    | —    | —    | —    | — | —    | —    | —    | S    | F    | HF   | —    | 1     |
| French Open     | —                 | S                 | —                 | —                 | —                 | —                 | —                 | —                 | —                 | S                 | VF                | VF   | HF   | — | —    | AF   | —    | —    | — | 2    | AF   | —    | AF   | AF   | F    | HF   | 2     |
| Wimbledon       | VF                | 3                 | HF                | 2                 | HF                | —                 | —                 | —                 | VF                | S                 | F                 | —    | VF   | — | S    | —    | S    | VF   | — | 1    | 2    | 2    | S    | AF   | VF   | AF   | 4     |
| US Open         | —                 | AF                | —                 | —                 | —                 | —                 | HF                | —                 | —                 | S                 | F                 | S    | —    | — | F    | —    | VF   | —    | — | AF   | 1    | AF   | —    | HF   | VF   | S    | 3     |

## Rekorde
| Rang                    | Tennisspielerin     | Wochen |
| ----------------------- | ------------------- | ------ |
| 1.                      | Steffi Graf         | 377    |
| 2.                      | Martina Navratilova | 332    |
| 3.                      | Serena Williams     | 319    |
| 4.                      | Chris Evert         | 260    |
| 5.                      | Martina Hingis      | 209    |
| 6.                      | / Monica Seles      | 178    |
| 7.                      | Iga Świątek         | 125    |
| 8.                      | Ashleigh Barty      | 121    |
| 9.                      | Justine Henin       | 117    |
| Stand: 14. Oktober 2024 |                     |        |

| Rang                | Tennisspielerin         | Wochen |
| ------------------- | ----------------------- | ------ |
| 1.                  | Martina Navratilova     | 237    |
| 2.                  | Liezel Huber            | 199    |
| 3.                  | Cara Black              | 163    |
| 4.                  | Kateřina Siniaková      | 152    |
| 5.                  | Lisa Raymond            | 137    |
| 6.                  | Natallja Swerawa        | 124    |
| 7.                  | Arantxa Sánchez Vicario | 111    |
| 8.                  | Roberta Vinci           | 110    |
| Stand: 19. Mai 2025 |                         |        |

- 167 Siege bei WTA- und Grand-Slam-Turnieren im Einzel
- 177 Siege bei WTA- und Grand-Slam-Turnieren im Doppel
- 359 Titel im Einzel und Doppel insgesamt
- 239 Finals erreicht
- 9 Einzeltitel und 12 Finals in Wimbledon
- 20 Titel in Wimbledon insgesamt (Einzel, Doppel, Mixed) – neben Billie Jean King
- 6 Einzeltitel in Wimbledon in Folge (1982–1987)
- 18 Grand-Slam-Halbfinals in Folge erreicht (1983–1988)
- 8 Siege bei den WTA Tour Championships (14-mal im Finale, davon 10-mal in Folge 1978–1986)
- längste Siegesserie im Einzel (74, 1983–1984)
- längste Siegesserie im Doppel mit Pam Shriver (109 Siege, 1983–1985)
- Grand Slam im Damendoppel mit Pam Shriver
- 380 gespielte Turniere im Einzel (1.661 Begegnungen, davon 1.442 Siege)
- 23 Finals in Folge erreicht (1983–1984)
- Beste Saisonbilanz im Einzel mit 86 Siegen und einer Niederlage (98,9 %, 1983)
- 12 Titel und 14 Finals bei einem Turnier (Chicago)
- 18 Siege gegen Weltranglistenerste
- 21 Jahre in Folge mindestens einen Titel gewonnen (1975–1995)

## Turniersiege
Einzel (167)
| Detaillierte Darstellung der Turniersiege |                    |                             |                   |                           |                    |
| Nr.                                       | Datum              | Turnier                     | Platzbelag        | Finalgegnerin             | Ergebnis           |
| 1.                                        | 22. September 1974 | Orlando                     | Sand              | Julie Heldman             | 7:6, 6:4           |
| 2.                                        | 1. Februar 1975    | Washington D.C.             |                   | Kerry Melville            | 6:3, 6:1           |
| 3.                                        | 8. März 1975       | Boston                      |                   | Evonne Goolagong          | 6:2, 4:6, 6:3      |
| 4.                                        | 18. September 1975 | Charlotte                   | Teppich (Halle)   | Evonne Cawley             | 4:6, 6:2, 7:5      |
| 5.                                        | 28. September 1975 | Denver                      | Hartplatz         | Carrie Meyer              | 4:6, 6:3, 6:4      |
| 6.                                        | 18. Januar 1976    | Houston                     | Teppich (Halle)   | Chris Evert               | 6:3, 6:4           |
| 7.                                        | 11. Dezember 1976  | Sydney                      | Rasen             | Betty Stöve               | 7:5, 6:2           |
| 8.                                        | 9. Januar 1977     | Washington D.C.             | Teppich (Halle)   | Chris Evert               | 6:2, 6:3           |
| 9.                                        | 23. Januar 1977    | Houston                     | Teppich (Halle)   | Sue Barker                | 7:6, 7:5           |
| 10.                                       | 30. Januar 1977    | Minneapolis                 | Teppich (Halle)   | Sue Barker                | 6:0, 6:1           |
| 11.                                       | 27. Februar 1977   | Detroit                     | Teppich (Halle)   | Sue Barker                | 6:4, 6:4           |
| 12.                                       | 19. Juni 1977      | Edinburgh                   | Rasen             | Kristien Kemmer-Shaw      | 2:6, 9:8, 7:5      |
| 13.                                       | 23. August 1977    | Charlotte                   | Sand              | Mima Jaušovec             | 3:6, 6:2, 6:1      |
| 14.                                       | 8. Januar 1978     | Washington D.C.             | Teppich (Halle)   | Betty Stöve               | 7:5, 6:4           |
| 15.                                       | 22. Januar 1978    | Houston                     | Teppich (Halle)   | Billie Jean King          | 1:6, 6:2, 6:2      |
| 16.                                       | 29. Januar 1978    | Los Angeles                 | Hartplatz         | Rosie Casals              | 6:3, 6:2           |
| 17.                                       | 5. Februar 1978    | Chicago                     | Teppich (Halle)   | Evonne Cawley             | 6:7, 6:2, 6:2      |
| 18.                                       | 12. Februar 1978   | Seattle                     | Teppich (Halle)   | Betty Stöve               | 6:1, 1:6, 6:2      |
| 19.                                       | 26. Februar 1978   | Detroit                     | Teppich (Halle)   | Dianne Fromholtz          | 6:3, 6:2           |
| 20.                                       | 5. März 1978       | Kansas City                 | Teppich (Halle)   | Billie Jean King          | 7:5, 2:6, 6:3      |
| 21.                                       | 2. April 1978      | Oakland                     | Teppich (Halle)   | Evonne Cawley             | 7:6, 6:4           |
| 22.                                       | 24. Juni 1978      | Eastbourne                  | Rasen             | Chris Evert               | 6:4, 4:6, 9:7      |
| 23.                                       | 7. Juli 1978       | Wimbledon                   | Rasen             | Chris Evert               | 2:6, 6:4, 7:5      |
| 24.                                       | 8. Oktober 1978    | Phoenix                     | Hartplatz         | Tracy Austin              | 6:4, 6:2           |
| 25.                                       | 14. Januar 1979    | Oakland                     | Teppich (Halle)   | Chris Evert               | 7:5, 7:5           |
| 26.                                       | 21. Januar 1979    | Houston                     | Teppich (Halle)   | Virginia Wade             | 6:3, 6:2           |
| 27.                                       | 4. Februar 1979    | Chicago                     | Teppich (Halle)   | Tracy Austin              | 6:3, 6:4           |
| 28.                                       | 4. März 1979       | Dallas                      | Teppich (Halle)   | Chris Evert               | 6:4, 6:4           |
| 29.                                       | 25. März 1979      | WTA Championships, New York | Teppich (Halle)   | Tracy Austin              | 6:3, 3:6, 6:2      |
| 30.                                       | 5. Juli 1979       | Wimbledon                   | Rasen             | Chris Evert               | 6:4, 6:4           |
| 31.                                       | 19. August 1979    | Richmond, Virginia          | Teppich (Halle)   | Kathy Jordan              | 6:1, 6:3           |
| 32.                                       | 29. September 1979 | Atlanta                     | Teppich (Halle)   | Wendy Turnbull            | 7:6, 6:4           |
| 33.                                       | 14. Oktober 1979   | Phoenix                     | Hartplatz         | Chris Evert-Lloyd         | 6:1, 6:3           |
| 34.                                       | 25. November 1979  | Brighton                    | Teppich (Halle)   | Chris Evert-Lloyd         | 6:3, 6:3           |
| 35.                                       | 7. Januar 1980     | Landover, Maryland          | Teppich (Halle)   | Tracy Austin              | 6:2, 6:1           |
| 36.                                       | 20. Januar 1980    | Kansas City                 | Teppich (Halle)   | Greer Stevens             | 6:0, 6:2           |
| 37.                                       | 27. Januar 1980    | Chicago                     | Teppich (Halle)   | Chris Evert-Lloyd         | 6:4, 6:4           |
| 38.                                       | 10. Februar 1980   | Los Angeles                 | Teppich (Halle)   | Tracy Austin              | 6:2, 6:0           |
| 39.                                       | 17. Februar 1980   | Oakland                     | Teppich (Halle)   | Evonne Cawley             | 6:1, 7:6           |
| 40.                                       | 9. März 1980       | Dallas                      | Teppich (Halle)   | Evonne Cawley             | 6:3, 6:2           |
| 41.                                       | 20. April 1980     | Amelia Island               | Sand              | Hana Mandliková           | 5:7, 6:3, 6:2      |
| 42.                                       | 4. Mai 1980        | Orlando                     | Sand              | Tracy Austin              | 6:2, 6:4           |
| 43.                                       | 20. Juli 1980      | Montreal                    | Hartplatz         | Greer Stevens             | 6:2, 6:1           |
| 44.                                       | 27. Juni 1980      | Richmond, Virginia          | Teppich (Halle)   | Mary-Lou Piatek           | 6:3, 6:0           |
| 45.                                       | 23. November 1980  | Tokio                       | Teppich (Halle)   | Tracy Austin              | 6:4, 6:3           |
| 46.                                       | 25. Januar 1981    | Cincinnati                  | Teppich (Halle)   | Sylvia Hanika             | 6:2, 6:4           |
| 47.                                       | 1. Februar 1981    | Chicago                     | Teppich (Halle)   | Hana Mandliková           | 6:4, 6:2           |
| 48.                                       | 8. März 1981       | Los Angeles                 | Teppich (Halle)   | Andrea Jaeger             | 6:4, 6:0           |
| 49.                                       | 15. März 1981      | Dallas                      | Teppich (Halle)   | Pam Shriver               | 6:2, 6:4           |
| 50.                                       | 28. März 1981      | WTA Championships, New York | Teppich (Halle)   | Andrea Jaeger             | 6:3, 7:6           |
| 51.                                       | 3. Mai 1981        | Haines City, Florida        | Sand              | Andrea Jaeger             | 7:5, 6:3           |
| 52.                                       | 4. Oktober 1981    | Minneapolis                 | Teppich (Halle)   | Tracy Austin              | 6:0, 6:2           |
| 53.                                       | 11. Oktober 1981   | Tampa                       | Hartplatz         | Bettina Bunge             | 5:7, 6:2, 6:0      |
| 54.                                       | 22. November 1981  | Tokio                       | Teppich (Halle)   | Chris Evert-Lloyd         | 6:3, 6:2           |
| 55.                                       | 10. Dezember 1981  | Australian Open             | Rasen             | Chris Evert-Lloyd         | 6:7, 6:4, 7:5      |
| 56.                                       | 11. Januar 1982    | Washington D.C.             | Teppich (Halle)   | Anne Smith                | 6:2, 6:3           |
| 57.                                       | 24. Januar 1982    | Seattle                     | Teppich (Halle)   | Andrea Jaeger             | 6:2, 6:0           |
| 58.                                       | 31. Januar 1982    | Chicago                     | Teppich (Halle)   | Wendy Turnbull            | 6:4, 6:1           |
| 59.                                       | 14. Februar 1982   | Kansas City                 | Teppich (Halle)   | Barbara Potter            | 6:2, 6:2           |
| 60.                                       | 14. März 1982      | Dallas                      | Teppich (Halle)   | Mima Jaušovec             | 6:3, 6:2           |
| 61.                                       | 11. April 1982     | Hilton Head Island          | Sand              | Andrea Jaeger             | 6:4, 6:2           |
| 62.                                       | 2. Mai 1982        | Orlando                     | Sand              | Wendy Turnbull            | 6:2, 7:5           |
| 63.                                       | 5. Juni 1982       | French Open                 | Sand              | Andrea Jaeger             | 7:6, 6:1           |
| 64.                                       | 20. Juni 1982      | Eastbourne                  | Rasen             | Hana Mandliková           | 6:4, 6:3           |
| 65.                                       | 3. Juli 1982       | Wimbledon                   | Rasen             | Chris Evert-Lloyd         | 6:1, 3:6, 6:2      |
| 66.                                       | 22. August 1982    | Montreal                    | Hartplatz         | Andrea Jaeger             | 6:3, 7:5           |
| 67.                                       | 24. Oktober 1982   | Filderstadt                 | Teppich (Halle)   | Tracy Austin              | 6:3, 6:3           |
| 68.                                       | 1. November 1982   | Brighton                    | Teppich (Halle)   | Chris Evert-Lloyd         | 6:1, 6:4           |
| 69.                                       | 28. November 1982  | Sydney                      | Rasen             | Evonne Cawley             | 6:0, 3:6, 6:1      |
| 70.                                       | 19. Dezember 1982  | East Rutherford             | Hartplatz (Halle) | Chris Evert-Lloyd         | 4:6, 6:1, 6:2      |
| 71.                                       | 10. Januar 1983    | Washington D.C.             | Teppich (Halle)   | Sylvia Hanika             | 6:1, 6:1           |
| 72.                                       | 17. Januar 1983    | Houston                     | Teppich (Halle)   | Sylvia Hanika             | 6:3, 7:6           |
| 73.                                       | 20. Februar 1983   | Chicago                     | Teppich (Halle)   | Andrea Jaeger             | 6:3, 6:2           |
| 74.                                       | 14. März 1983      | Dallas                      | Teppich (Halle)   | Chris Evert-Lloyd         | 6:4, 6:0           |
| 75.                                       | 27. März 1983      | WTA Championships, New York | Teppich (Halle)   | Chris Evert-Lloyd         | 6:2, 6:0           |
| 76.                                       | 10. April 1983     | Hilton Head Island          | Sand              | Tracy Austin              | 5:7, 6:1, 6:0      |
| 77.                                       | 24. April 1983     | Orlando                     | Sand              | Andrea Jaeger             | 6:1, 7:5           |
| 78.                                       | 19. Juni 1983      | Eastbourne                  | Rasen             | Wendy Turnbull            | 6:1, 6:1           |
| 79.                                       | 2. Juli 1983       | Wimbledon                   | Rasen             | Andrea Jaeger             | 6:0, 6:3           |
| 80.                                       | 14. August 1983    | Los Angeles                 | Hartplatz         | Chris Evert-Lloyd         | 6:1, 6:3           |
| 81.                                       | 21. August 1983    | Toronto                     | Hartplatz         | Chris Evert-Lloyd         | 6:4, 4:6, 6:1      |
| 82.                                       | 11. September 1983 | US Open                     | Hartplatz         | Chris Evert-Lloyd         | 6:1, 6:3           |
| 83.                                       | 16. Oktober 1983   | Tarpon Springs, Florida     | Hartplatz         | Pam Shriver               | 6:3, 6:2           |
| 84.                                       | 30. Oktober 1983   | Filderstadt                 | Teppich (Halle)   | Catherine Tanvier         | 6:1, 6:2           |
| 85.                                       | 21. November 1983  | Tokio                       | Teppich (Halle)   | Chris Evert-Lloyd         | 6:2, 6:2           |
| 86.                                       | 11. Dezember 1983  | Australian Open             | Rasen             | Kathy Jordan              | 6:2, 7:6           |
| 87.                                       | 26. Februar 1984   | East Hanover, New Jersey    | Teppich (Halle)   | Chris Evert-Lloyd         | 6:2, 7:6           |
| 88.                                       | 4. März 1984       | WTA Championships, New York | Teppich (Halle)   | Chris Evert-Lloyd         | 6:3, 7:5, 6:1      |
| 89.                                       | 22. April 1984     | Amelia Island               | Sand              | Chris Evert-Lloyd         | 6:2, 6:0           |
| 90.                                       | 29. April 1984     | Orlando                     | Sand              | Laura Arraya              | 6:0, 6:1           |
| 91.                                       | 9. Juni 1984       | French Open                 | Sand              | Chris Evert-Lloyd         | 6:3, 6:1           |
| 92.                                       | 23. Juni 1984      | Eastbourne                  | Rasen             | Kathy Jordan              | 6:4, 6:1           |
| 93.                                       | 7. Juli 1984       | Wimbledon                   | Rasen             | Chris Evert-Lloyd         | 7:6, 6:2           |
| 94.                                       | 5. August 1984     | Newport                     | Rasen             | Gigi Fernández            | 6:3, 7:6           |
| 95.                                       | 19. August 1984    | Mahwah                      | Hartplatz         | Pam Shriver               | 6:4, 4:6, 7:5      |
| 96.                                       | 9. September 1984  | US Open                     | Hartplatz         | Chris Evert-Lloyd         | 4:6, 6:4, 6:4      |
| 97.                                       | 23. September 1984 | Fort Lauderdale             | Hartplatz         | Michelle Torres           | 6:1, 6:0           |
| 98.                                       | 30. September 1984 | New Orleans                 | Teppich (Halle)   | Zina Garrison             | 6:4, 6:3           |
| 99.                                       | 25. November 1984  | Sydney                      | Rasen             | Ann Henricksson           | 6:1, 6:1           |
| 100.                                      | 14. Januar 1985    | Washington D.C.             | Teppich (Halle)   | Manuela Maleewa           | 6:3, 6:2           |
| 101.                                      | 17. Februar 1985   | Delray Beach                | Hartplatz         | Chris Evert-Lloyd         | 6:2, 6:4           |
| 102.                                      | 17. März 1985      | Dallas                      | Teppich (Halle)   | Chris Evert-Lloyd         | 6:3, 6:4           |
| 103.                                      | 24. März 1985      | WTA Championships, New York | Teppich (Halle)   | Helena Suková             | 6:3, 7:5, 6:4      |
| 104.                                      | 28. April 1985     | Orlando                     | Sand              | Katerina Maleewa          | 6:1, 6:0           |
| 105.                                      | 3. Mai 1985        | Houston                     | Sand              | Elise Burgin              | 6:4, 6:1           |
| 106.                                      | 23. Juni 1985      | Eastbourne                  | Rasen             | Helena Suková             | 6:4, 6:3           |
| 107.                                      | 6. Juli 1985       | Wimbledon                   | Rasen             | Chris Evert-Lloyd         | 4:6, 6:3, 6:2      |
| 108.                                      | 3. Oktober 1985    | Fort Lauderdale, Florida    | Hartplatz         | Steffi Graf               | 6:3, 6:1           |
| 109.                                      | 17. November 1985  | Brisbane                    | Rasen             | Pam Shriver               | 6:3, 7:5           |
| 110.                                      | 24. November 1985  | Sydney                      | Rasen             | Hana Mandliková           | 3:6, 6:1, 6:2      |
| 111.                                      | 7. Dezember 1985   | Australian Open             | Rasen             | Chris Evert-Lloyd         | 6:2, 4:6, 6:2      |
| 112.                                      | 13. Januar 1986    | Washington D.C.             | Teppich (Halle)   | Pam Shriver               | 6:1, 6:4           |
| 113.                                      | 20. Januar 1986    | Worcester, Massachusetts    | Teppich (Halle)   | Claudia Kohde-Kilsch      | 4:6, 6:1, 6:4      |
| 114.                                      | 9. März 1986       | Princeton                   | Teppich (Halle)   | Helena Suková             | 3:6, 6:0, 7:6      |
| 115.                                      | 16. März 1986      | Dallas                      | Teppich (Halle)   | Chris Evert-Lloyd         | 6:2, 6:1           |
| 116.                                      | 23. März 1986      | WTA Championships, New York | Hartplatz (Halle) | Hana Mandliková           | 6:2, 6:0, 3:6, 6:1 |
| 117.                                      | 21. Juni 1986      | Eastbourne                  | Rasen             | Helena Suková             | 3:6, 6:3, 6:4      |
| 118.                                      | 5. Juli 1986       | Wimbledon                   | Rasen             | Hana Mandliková           | 7:6, 6:3           |
| 119.                                      | 17. August 1986    | Los Angeles                 | Hartplatz         | Chris Evert-Lloyd         | 7:6, 6:3           |
| 120.                                      | 7. September 1986  | US Open                     | Hartplatz         | Helena Suková             | 6:3, 6:2           |
| 121.                                      | 5. Oktober 1986    | New Orleans                 | Teppich (Halle)   | Pam Shriver               | 6:1, 4:6, 6:2      |
| 122.                                      | 19. Oktober 1986   | Filderstadt                 | Hartplatz (Halle) | Hana Mandliková           | 6:2, 6:3           |
| 123.                                      | 9. November 1986   | Worcester, Massachusetts    | Hartplatz (Halle) | Hana Mandliková           | 6:2, 6:2           |
| 124.                                      | 16. November 1986  | Chicago                     | Hartplatz (Halle) | Hana Mandliková           | 7:5, 7:5           |
| 125.                                      | 23. November 1986  | WTA Championships, New York | Hartplatz (Halle) | Steffi Graf               | 7:6, 6:3, 6:2      |
| 126.                                      | 4. Juli 1987       | Wimbledon                   | Rasen             | Steffi Graf               | 7:5, 6:3           |
| 127.                                      | 13. September 1987 | US Open                     | Hartplatz         | Steffi Graf               | 7:6, 6:1           |
| 128.                                      | 18. Oktober 1987   | Filderstadt                 | Hartplatz (Halle) | Chris Evert               | 7:5, 6:1           |
| 129.                                      | 15. November 1987  | Chicago                     | Hartplatz (Halle) | Natallja Swerawa          | 6:1, 6:2           |
| 130.                                      | 14. Februar 1988   | Dallas                      | Teppich (Halle)   | Pam Shriver               | 6:0, 6:3           |
| 131.                                      | 21. Februar 1988   | Oakland                     | Teppich (Halle)   | Laryssa Sawtschenko       | 6:1, 6:2           |
| 132.                                      | 28. Februar 1988   | Fairfax                     | Hartplatz (Halle) | Pam Shriver               | 6:0, 6:2           |
| 133.                                      | 10. April 1988     | Hilton Head Island          | Sand              | Gabriela Sabatini         | 6:1, 4:6, 6:4      |
| 134.                                      | 17. April 1988     | Amelia Island               | Sand              | Gabriela Sabatini         | 6:0, 6:2           |
| 135.                                      | 19. Juni 1988      | Eastbourne                  | Rasen             | Natallja Swerawa          | 6:2, 6:2           |
| 136.                                      | 16. Oktober 1988   | Filderstadt                 | Teppich (Halle)   | Chris Evert               | 6:2, 6:3           |
| 137.                                      | 6. November 1988   | Worcester, Massachusetts    | Teppich (Halle)   | Natallja Swerawa          | 6:7, 6:4, 6:3      |
| 138.                                      | 13. November 1988  | Chicago                     | Teppich (Halle)   | Chris Evert               | 6:2, 6:2           |
| 139.                                      | 15. Januar 1989    | Sydney                      | Hartplatz         | Catarina Lindqvist        | 6:2, 6:4           |
| 140.                                      | 6. Februar 1989    | Tokio                       | Teppich (Halle)   | Lori McNeil               | 6:7, 6:3, 7:6      |
| 141.                                      | 18. Juni 1989      | Birmingham                  | Rasen             | Zina Garrison             | 7:6, 6:3           |
| 142.                                      | 24. Juni 1989      | Eastbourne                  | Rasen             | Raffaella Reggi           | 7:6, 6:2           |
| 143.                                      | 13. August 1989    | Manhattan Beach             | Hartplatz         | Gabriela Sabatini         | 6:0, 6:2           |
| 144.                                      | 27. August 1989    | Toronto                     | Hartplatz         | Arantxa Sanchez Vicario   | 6:2, 6:2           |
| 145.                                      | 24. September 1989 | Dallas                      | Teppich (Halle)   | Monica Seles              | 7:6, 6:3           |
| 146.                                      | 5. November 1989   | Worcester, Massachusetts    | Teppich (Halle)   | Zina Garrison             | 6:2, 6:3           |
| 147.                                      | 18. Februar 1990   | Chicago                     | Teppich (Halle)   | Manuela Maleeva-Fragnière | 6:2, 6:3           |
| 148.                                      | 25. Februar 1990   | Washington D.C.             | Teppich (Halle)   | Zina Garrison             | 6:1, 6:0           |
| 149.                                      | 4. März 1990       | Indian Wells                | Hartplatz         | Helena Suková             | 6:2, 5:7, 6:1      |
| 150.                                      | 8. April 1990      | Hilton Head Island          | Sand              | Jennifer Capriati         | 6:2, 6:4           |
| 151.                                      | 24. Juni 1990      | Eastbourne                  | Rasen             | Gretchen Magers           | 6:0, 6:2           |
| 152.                                      | 7. Juli 1990       | Wimbledon                   | Rasen             | Zina Garrison             | 6:4, 6:1           |
| 153.                                      | 17. Februar 1991   | Chicago                     | Teppich (Halle)   | Zina Garrison             | 6:1, 6:2           |
| 154.                                      | 3. März 1991       | Palm Springs                | Hartplatz         | Monica Seles              | 6:2, 7:6           |
| 155.                                      | 16. Juni 1991      | Birmingham                  | Rasen             | Natallja Swerawa          | 6:4, 7:6           |
| 156.                                      | 22. Juni 1991      | Eastbourne                  | Rasen             | Arantxa Sanchez Vicario   | 6:4, 6:4           |
| 157.                                      | 10. November 1991  | Oakland                     | Teppich (Halle)   | Monica Seles              | 6:3, 3:6, 6:3      |
| 158.                                      | 16. Februar 1992   | Chicago                     | Teppich (Halle)   | Jana Novotná              | 7:6, 4:6, 7:5      |
| 159.                                      | 29. März 1992      | San Antonio                 | Hartplatz         | Nathalie Tauziat          | 6:2, 6:1           |
| 160.                                      | 16. August 1992    | Manhattan Beach             | Hartplatz         | Monica Seles              | 6:4, 6:2           |
| 161.                                      | 18. Oktober 1992   | Filderstadt                 | Hartplatz (Halle) | Gabriela Sabatini         | 7:6, 6:3           |
| 162.                                      | 7. Februar 1993    | Tokio                       | Teppich (Halle)   | Larisa Neiland            | 6:2, 6:2           |
| 163.                                      | 21. Februar 1993   | Paris                       | Teppich (Halle)   | Monica Seles              | 6:3, 4:6, 7:6      |
| 164.                                      | 20. Juni 1993      | Eastbourne                  | Rasen             | Miriam Oremans            | 2:6, 6:2, 6:3      |
| 165.                                      | 15. August 1993    | Manhattan Beach             | Hartplatz         | Arantxa Sanchez Vicario   | 7:5, 7:6           |
| 166.                                      | 7. November 1993   | Oakland                     | Teppich (Halle)   | Zina Garrison             | 6:2, 7:6           |
| 167.                                      | 20. Februar 1994   | Paris                       | Teppich (Halle)   | Julie Halard              | 7:5, 6:3           |

## Ehrungen
- 1983, 1986: Associated Press Athlete of the Year
- 1998: Verdienstmedaille
- 2000: Aufnahme in die International Tennis Hall of Fame in Newport, Rhode Island, USA
- 2007: Stephen F. Kolzak Award der GLAAD Media Awards für ihren Einsatz als offen lesbische Medienpersönlichkeit für LGBT-Rechte[13]

## Privatleben
Der Tennisspieler Thomas Emmrich war Navratilovas erster Freund. In den 1980er Jahren hatte sie ein intimes Verhältnis zur Basketballspielerin Nancy Lieberman. Lieberman erhielt eine Zahlung von 120 000 Dollar, im Gegenzug verpflichtete sie sich, nicht über das Verhältnis zu sprechen. Nach Navratilovas Trennung von ihrer Lebensgefährtin Judy Nelson, mit der sie im Februar 1986 einen Gütergemeinschaftsvertrag geschlossen hatte, wurde die Sache im September 1991 vor einem Gericht in Fort Worth verhandelt, laut Medien ging es um umgerechnet 18 Millionen D-Mark Abfindung. Navratilova und Nelson einigten sich kurz nach dem Verhandlungsbeginn außergerichtlich auf eine Abfindung in unbekannter Höhe. Am 15. Dezember 2014 heiratete sie ihre langjährige Lebensgefährtin Julia Lemigova, mit der sie in Miami lebt. Lemigova hat zwei Töchter mit in die Ehe gebracht.
Im Jahr 2010 erkrankte Navratilova an Brustkrebs. Nach erfolgreicher Operation im März und anschließender Bestrahlung im Mai galt sie als geheilt. Um anderen Frauen Mut zu machen und sich regelmäßig untersuchen zu lassen, machte sie im Anschluss die Erkrankung öffentlich.
Anfang 2023 gab Navratilova bekannt, an HPV-positivem Mundrachenkrebs und ein weiteres Mal an Brustkrebs – beides in frühem Stadium – erkrankt zu sein. Im März 2023 erklärte sie, nach Radiochemotherapie sei ihr Krebsleiden in Remission.
Martina Navratilova ernährt sich vegetarisch.

## Sonstiges
In der Fernsehserie Hart aber herzlich hatte Navratilova 1983 einen schauspielerischen Gastauftritt, bei dem sie sich selber spielte. In der ersten Staffel der Serie The Politician verkörperte Navratilova die Nebenfigur Brigitte, die eine Affäre mit der Hauptfigur Georgina Hobart anfängt.

## Werke
- Mein Erfolgsrezept (Tennis My Way), Bad Homburg 1984 (Limpert), ISBN 3-7853-1436-1
- So bin ich (Sport Personality), München 1991 (Copress), ISBN 3-7679-0352-0
- Spiel, Satz und Tod (The Total Zone), München 1995 (Bertelsmann), Roman (zusammen mit Elizabeth Nickles), ISBN 3-570-12161-5
- Tödliches Comeback, München 1997 (Goldmann), Roman (zusammen mit Elizabeth Nickles), ISBN 3-442-43251-0
- Bei Aufschlag Mord, München 1999 (Goldmann), Roman (zusammen mit Elizabeth Nickles), ISBN 3-442-35126-X
- The Shape of Your Life: My 6-Step Diet and Fitness Plan for Achieving Your Personal Best Whatever Your Age-Or Your Challenge